# Doryanthes
Doryanthes är ett släkte av enhjärtbladiga växter. Doryanthes ingår i familjen Doryanthaceae.
Doryanthes är enda släktet i familjen Doryanthaceae.
Kladogram enligt Catalogue of Life:
| Doryanthes | \| \| Doryanthes excelsa \| \| \| \| \| \| Doryanthes palmeri \| \| \| \| |
|            | \| \| Doryanthes excelsa \| \| \| \| \| \| Doryanthes palmeri \| \| \| \| |
|            | Doryanthes excelsa                                                        |
|            |                                                                           |
|            | Doryanthes palmeri                                                        |
|            |                                                                           |

## Bildgalleri

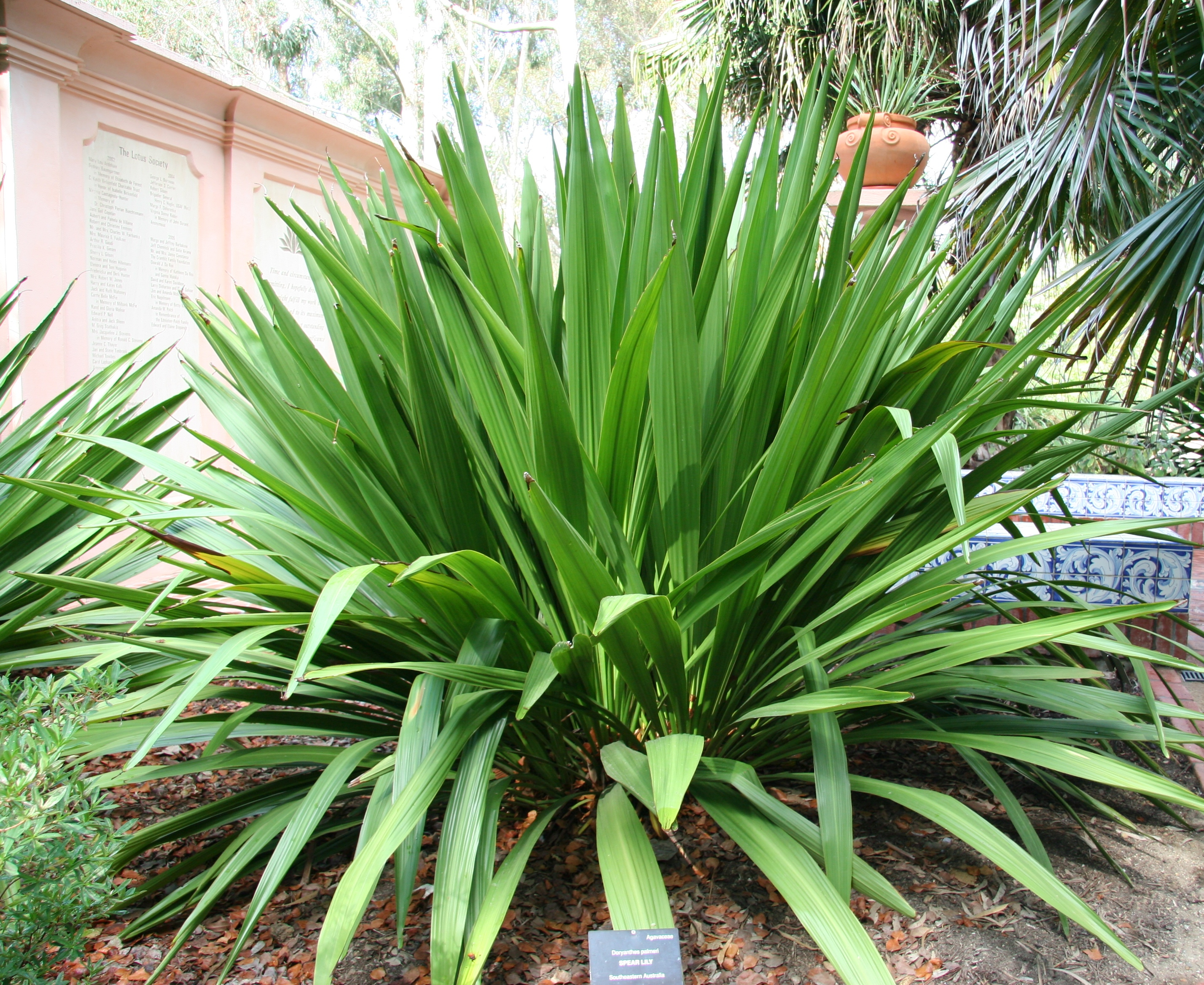
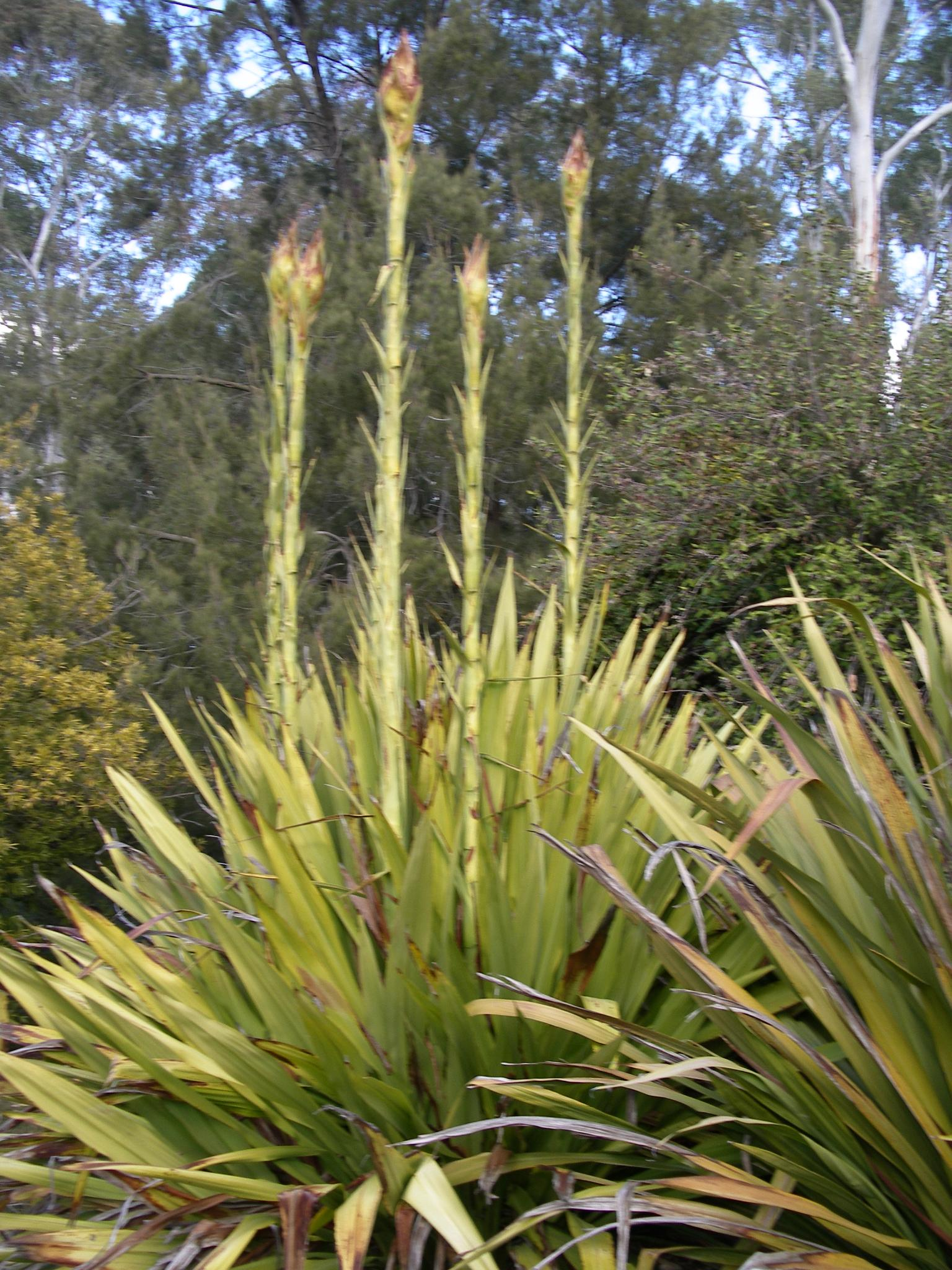
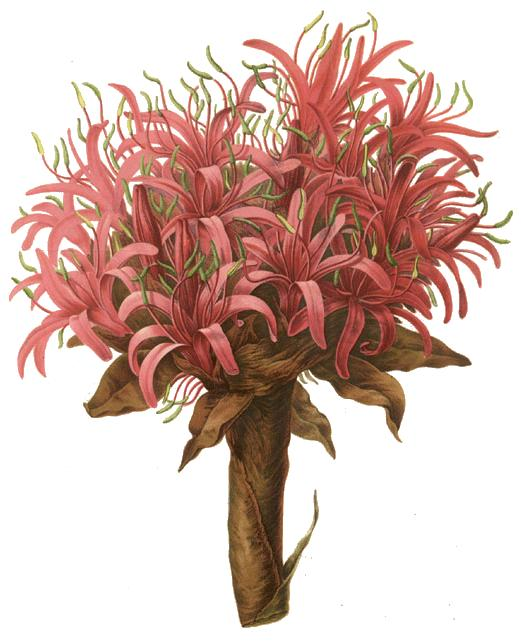
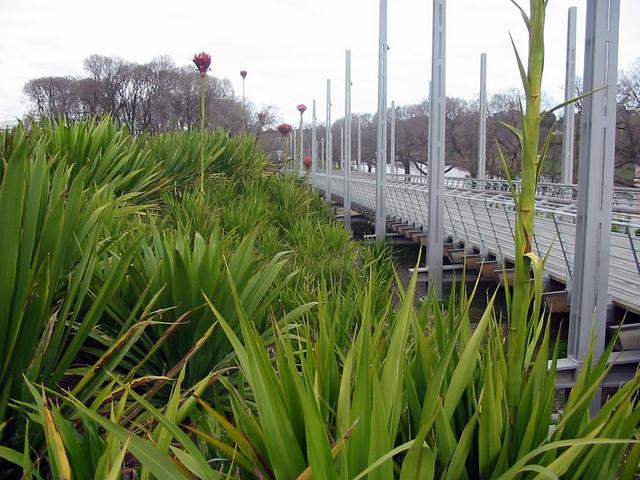